# Mstyczów (gmina)
Mstyczów – dawna gmina wiejska istniejąca do 1954 roku w woj. kieleckim. Siedzibą władz gminy był Mstyczów. 
W okresie międzywojennym gmina Mstyczów należała do powiatu jędrzejowskiego w woj. kieleckim. Po wojnie gmina zachowała przynależność administracyjną. Według stanu z dnia 1 lipca 1952 roku gmina składała się z 13 gromad: Białowieża, Czepiec, Jeżów, Klimontów, Klimontówek, Krzelów, Krzelów Folwark, Mstyczów, Mstyczów Folwark, Przełaj, Swaryszów, Szałas i Tarnawa.
Jednostka została zniesiona 29 września 1954 roku wraz z reformą wprowadzającą gromady w miejsce gmin. Po reaktywowaniu gmin z dniem 1 stycznia 1973 roku gminy Mstyczów nie przywrócono, a jej dawny obszar wszedł głównie w skład gminy Sędziszów w tymże powiecie i województwie.